# 6754 Burdenko
6754 Burdenko eller 1976 UD4 är en asteroid i huvudbältet som upptäcktes den 28 oktober 1976 av den sovjetisk-ryska astronomen Ljudmila Zjuravljova vid Krims astrofysiska observatorium på Krim. Den är uppkallad efter den rysk-sovjetiske neurokirurgen Nikolaj Burdenko.
Asteroiden har en diameter på ungefär fem kilometer och tillhör asteroidgruppen Nysa.